# Lionel Dunsterville
Lionel C. Dunsterville (CSI, CB; 1865-1946) fue un militar y aventurero británico.
Ingresó en la Academia Militar de Sandhurst. Su carrera se desarrolló en la India, China, Persia, Francia, Rusia.
Llegó a general, y se retiró en 1920.
Su compañero de colegio Rudyard Kipling le llamaba Stalky.